# Brachionycha grisescens
Brachionycha grisescens là một loài bướm đêm trong họ Noctuidae.